# اوزیا
اوزیا (انگلیسی: Uzya) یک شهرک در شهرستان ملئوزوفسکی استان باشقیرستان کشور روسیه است.